# Ski
Ski ( ? i  escolteu-ne la pronunciació en noruec) és un antic municipi situat al comtat d'Akershus, Noruega. Té 30.261 habitants (2016) i té una superfície de 165.5 km². El centre administratiu del municipi és el poble homònim.
El municipi es troba al sud d'Oslo, al comtat d'Akershus. Limita al nord amb Oslo, amb Oppegård a l'oest, amb Enebakk a l'est, amb Ås al sud-oest i amb Hobøl al sud-est. Ski és un municipi de l'interior i és separat del continent pel fiord d'Oslo.
El paisatge està dominat per turons, boscos i conreus intercalats amb els assentaments. De fet, 102.12 del total de 165,5 quilòmetres quadrats de superfície que pertanyen al municipi són boscos. Pel municipi hi passen les carreteres E06 i E18, així com una línia de tren.

## Ciutats agermanades
Ski manté una relació d'agermanament amb les següents localitats: 
- Viimsi, Estònia.[2]
- Solna, Suècia.[3]